# Stanisław Lubieniecki
Stanisław Lubieniecki (en alemán: Stanislaus de Lubienietz: también Lubiniezky o Lubyenyetsky) (Raków; 23 de agosto de 1623–Hamburgo; 18 de mayo de 1675) fue un teólogo sociniano polaco. También fue conocido como historiador, astrónomo, y escritor.

## Familia
Lubieniecki nació en una familia aristocrática estrechamente relacionada con el socinianismo:
Padre: Krzysztof Lubieniecki (1598–1648) ministro ariano
Hijo: Teodor Bogdan Lubieniecki (1654 – c. 1718) pintor, artista gráfico
Hijo: Krzysztof Lubieniecki (1659–1729) pintor, grabador
Abuelo: Krzysztof Lubieniecki (1561–1624) escritor ariano
Tío: Andrzej Lubieniecki Jr. (1590–1667) historiador
El hermano de su abuelo: Stanisław Lubieniecki (1558–1633) teólogo ariano
El hermano del abuelo: Andrzej Lubieniecki (c. 1551 – 1623) escritor ariano, autor de Poloneutychia
Tío: Florian Morsztyn (c. 1530 – 1587)
Tío: Mikołaj Przypkowski (c. 1570 – 1672)
Tío: Joachim Rupniowski (muerto en 1641) ministro ariano

## Biografía
De 1646 a 1650, Stanislaus estudió en la Academia Racoviana.
Su ciudad natal, Raków (perteneciente al voivodato de Sandomierz, en la Pequeña Polonia), estaba ligada al socinianismo. Fundada aproximadamente cien años antes, contaba por entonces con aproximadamente 15.000 habitantes. Como resultado de la contrarreforma, un decreto de 1639 del Sejm de Polonia prohibió las religiones distintas del catolicismo. Los habitantes de su ciudad natal fueron expulsados y sus casas destruidas; y hacia 1700 contaba con tan solo 700 habitantes
Stanislaus entonces se trasladó para estudiar en Francia y los Países Bajos, instalándose en Hamburgo donde encontró una resistencia considerable por parte del clero Luterano. Lubieniecki y sus dos hijas Catherine Salomea y Griselda Constance, murieron debido a un envenenamiento por mercurio, probablemente como el resultado de la equivocación de un criado. Su mujer sobrevivió.

## Trabajos
- Historia Reformationis Polonicae : in qua tum reformatorum tum antitrinitariorum origo & progressus in Polonia & finitimis provinciis narrantur. 1685. published posthumously by Benedykt Wiszowaty
- Theatrum cometicum, duabus partibus constans. 1668. Is an illustrated anthology of 415 comets from the biblical epoch of the deluge up until 1665.

## Eponimia
- El cráter lunar Lubiniezky lleva este nombre en su memoria.[4]